# 루 트리비노
루 트리비노 (풀네임: Lou Albert Trivino, 1991년 10월 1일 ~ )은 미국 프로야구선수이다. 2013년 11라운드 341순위로 오클랜드 애슬레틱스에 입단했다.

## 경력
2018년 4월 17일 시카고 화이트삭스와의 경기에서 첫 메이저리그 데뷔를 하였다. 첫 데뷔 시즌에 8승 3패 방어율 2.92 23홀드 4세이브를 기록해
팀의 주축 중간계투로 성장하며 2019년시즌 개막 로스터에 등록되었다.
시즌 출발부터 1점대와 2점대 방어율을 오가며 순조로운 시즌을 보내다 5월 후반부터
급격히 난조를 보이며 5점대 방어율로 추락해 시즌 후반까지 이어졌다. 2019년 총 61이닝을 던져 4승 6패 17홀드 방어율 5.25으로 전년도의 활약을 이어가지 못했다. 이후 2022년 시즌 중 프랭키 몬타스와 함께 뉴욕 양키스로 트레이드 되었다.
2023년 시즌을 앞두고 토미 존 수술을 받게 되어, 시즌을 소화하지 못하였고, 시즌 종료 후에는 뉴욕 양키스에서 논텐더 방출되었다.

## 통산 기록
| 연 도          | 소 속          | 나 이          | 승 리 | 패 전 | 평 자 책 | 출 장 | 선 발 | 완 투 | 완 봉 | 홀 드 | 세 이 브 | 이 닝 | 피 안 타 | 실 점 | 자 책 | 피 홈 런 | 볼 넷 | 고 4 | 탈 삼 진 | 몸 맞 | 보 크 | 폭 투 | Q S | 피 안 타 율 | W H I P |
| -------------- | -------------- | -------------- | ----- | ----- | -------- | ----- | ----- | ----- | ----- | ----- | -------- | ----- | -------- | ----- | ----- | -------- | ----- | ---- | -------- | ----- | ----- | ----- | --- | ----------- | ------- |
| 2018           | OAK            | 26             | 8     | 3     | 2.92     | 69    | 1     | 0     | 0     | 23    | 4        | 74.0  | 53       | 24    | 24    | 8        | 31    | 4    | 82       | 2     | 1     | 4     | 0   | .201        | 1.14    |
| 2019           | OAK            | 27             | 4     | 6     | 5.25     | 61    | 0     | 0     | 0     | 17    | 0        | 60.0  | 61       | 40    | 35    | 7        | 31    | 2    | 57       | 3     | 0     | 7     | 0   | .265        | 1.53    |
| MLB 통산 : 2년 | MLB 통산 : 2년 | MLB 통산 : 2년 | 12    | 9     | 3.96     | 130   | 1     | 0     | 0     | 40    | 4        | 134.0 | 114      | 64    | 59    | 15       | 62    | 6    | 139      | 5     | 1     | 11    | 0   | .231        | 1.31    |

※ 2019년 시즌 종료 기준